# Хармон, Джадсон
Джадсон Хармон (англ. Judson Harmon) - американский политик-демократ, 41-й Генеральный прокурор США, а также 45-й губернатор Огайо.

## Биография
Джадсон Хармон родился в Ньютауне, Огайо. В 1866 году окончил Университет Денисона, в 1869 году Юридическую школу Университета Цинциннати, и в том же году принят в коллегию адвокатов. и был допущен в бар в 1869 году. В 1876 году пытался баллотироваться в Сенат Огайо, но неудачно. В 1878 году избран судьёй Верховного суда Цинциннати. Ушёл в отставку в 1887 году.
8 июня 1895 года президент Гровер Кливленд назначил Хармона на вакантный пост Генерального прокурора США. Известен свой фразой о том, что "никакие положения, принципы и прецеденты международного права не могут наложить ответственность или обязательства на США".
В 1908 году Хармон был избран губернатором Огайо. Переизбран в 1910 году, побеждая при этом Уоррена Гардинга.
22 февраля 1927 года Джадсон Хармон умер в Цинциннати.

## Память
Округ Хармон в Оклахоме назван в его честь.